# هوشنگ شهبازی
هوشنگ شهبازی (زادهٔ ۱۳ خرداد ۱۳۳۵ در میانه) خلبان و مهندس پرواز شرکت هواپیمایی جمهوری اسلامی ایران (ایران ایر) است که در سانحهٔ هوایی ۲۶ مهرماه ۱۳۹۰، در پرواز شماره ۷۴۳ مسکو - تهران هواپیمای بوئینگ ۷۲۷ را بدون چرخ دماغه، در فرودگاه مهرآباد به سلامت بر زمین نشاند. نام او بار دیگر با اظهارنظرهای جنجالی‌اش در مورد پرواز ۷۵۲ هواپیمایی بین‌المللی اوکراین بر سر زبان‌ها افتاد.

## زندگی
هوشنگ شهبازی روز سیزدهم خردادماه ۱۳۳۵ در شهرستان میانه از توابع آذربایجان شرقی چشم به جهان گشود. پدرش معلم بود. تحصیلات مقدماتی را در زادگاهش به پایان برد و به دنبال بازنشستگی پدر به تهران آمد و پس از اخذ دیپلم فنی و دیپلم ریاضی، وارد دانشکده هواپیمایی ایران شد. او مدت ۷ سال کارشناس صلاحیت پرواز سازمان هواپیمائی کشوری و ۱۱ سال مهندس پرواز ایرباس۳۰۰ و بوئینگ ۷۲۷ بود و پس از شرکت در دوره خلبانی، کمک خلبان هواپیمای ایرباس ۳۰۰ و بوئینگ ۷۰۷ و بوئینگ ۷۴۷ گردید و بعد از ارتقاء به مرتبه خلبانی، کاپیتان پرواز بوئینگ ۷۲۷ شد. وی متأهل و دارای ۳ فرزند است.

### پرواز شماره ۷۴۳ ایران‌ایر
روز سه شنبه ۲۶ مهرماه ۱۳۹۰، هواپیمای بوئینگ ۷۲۷ طی پرواز شماره ۷۴۳ مسکو - تهران در خط هواپیمایی ایران ایر با هدایت هوشنگ شهبازی، در فاصله ۱۵ مایلی فرودگاه بین‌المللی امام خمینی، دچار نقص در باز شدن چرخ دماغهٔ هواپیما شد. این پرواز در نهایت به سمت فرودگاه فرودگاه بین‌المللی مهرآباد تغییر مسیر داد. شهبازی با همکاری کادر پرواز این هواپیما را با ۹۷ مسافر و ۱۹ خدمه پرواز و بدون چرخ دماغه، در فرودگاه مهرآباد به سلامت به زمین نشاند.

### کمپین جهانی در محکومیت تحریم صنعت هواپیمایی ایران
شهبازی بعد از سانحهٔ فرود هواپیمای مسافربری بوئینگ ۷۲۷، تصمیم گرفت یک بیانیه و کمپین جهانی به نشانهٔ اعتراض و برای اعلام مخالفت در برابر تحریم‌های صنعت هواپیمایی ایران راه‌اندازی کند. وی در این راستا یک کمپین در سایت شخصی خود فعال کرد که با استقبال بیش از ۱۱۰ هزار امضاء از سوی مردم مواجه شد.

### اظهار نظر در خصوص پرواز ۷۵۲ اوکراین
هوشنگ شهبازی در تاریخ ۱۹ دی ماه ۱۳۹۸ با تأکید بر ۳۵ سال سابقهٔ هوانوردی خود، امکان ساقط شدن پرواز شماره ۷۵۲ هواپیمایی بین‌المللی اوکراین توسط پدافند هوای داخلی را به‌طور کامل منتفی دانست. وی در مصاحبه‌ای با انتقاد از گمانه‌زنی‌ها در خصوص حملهٔ پدافند هوایی به هواپیمای نامبرده، گفته بود:
«عقل سلیم می‌گوید باید منطقی فکر کنیم. به هیچ عنوان امکان برخورد موشک به این هواپیما وجود نداشته‌است. ضمن این که هنوز جعبه سیاه هواپیما بازگشایی و تحلیل نشده‌است… شما کدام هواپیما را می‌توانید نام ببرید که با موشک مورد هدف قرار گرفته و خلبان آن سعی کرده به فرودگاه مبدأ برگردد.» 
تنها دو روز پس از این مصاحبه، ستاد کل نیروهای مسلح در بیانیه ای رسمی تأیید نمود که پرواز شماره ۷۵۲ اوکراین توسط موشک زمین به هوای تور-۱ از پایگاه پدافند هوایی امام سجاد سپاه پاسداران به دلیل خطای انسانی و به صورت غیرعمد مورد هدف قرار گرفته و سرنگون شده‌است.
او در ۲۱ دیماه ۱۳۹۸ در مصاحبه‌ای با دیدار نیوز به اشتباه خود اذعان کرد و گفت: «من به نوبهٔ خودم بابت اینکه گفتم این هواپیما انجین فایر (Aircraft Fire Engine) بود و موتورش آتش گرفته از مردم صمیمانه عذرخواهی می‌کنم.» او در همین مصاحبه افزود «دیگر به اطلاعات جعبه سیاه نیازی نیست. وقتی هواپیما با موشک یا پدافند زده شده‌است، نیازی به اطلاعات جعبه سیاه نیست. هر اطلاعاتی هم باشد، دیگر مهم نیست. این هواپیما با موشک زده شده‌است.»